# Scars (James Bay)
Scars è un singolo del cantante britannico James Bay, pubblicato l'8 gennaio 2015 dall'etichetta Republic Records come terzo estratto dal suo album di debutto Chaos and the Calm.

## Tracce
1. Scars – 4:34